# 1277
1277 (MCCLXXVII) fue un año común comenzado en viernes del calendario juliano.

## Acontecimientos
- Nicolás III sucede a Juan XXI como papa.
- Étienne Tempier, obispo de París, condena 219 tesis sostenidas o discutidas en la Universidad de París.
- 21 de enero, tiene lugar la Batalla de Desio entre la familia Della Torre y la familia Visconti, por el control de la ciudad italiana de Milán

## Nacimientos
- Christina Ebner

## Fallecimientos
- 20 de mayo - Papa Juan XXI
- Fadrique de Castilla. Infante de Castilla e hijo de Fernando III el Santo, rey de Castilla y León. Fue ejecutado por orden de su hermano, Alfonso X el Sabio.
- Simón Ruiz de los Cameros, señor de los Cameros. Fue ejecutado en el municipio burgalés de Treviño por orden de Alfonso X el Sabio, rey de Castilla y León.